# چارلز کیندلبرگر
چارلز کیندلبرگر (انگلیسی: Charles P. Kindleberger; ۱۲ اکتبر ۱۹۱۰ – ۷ ژوئیهٔ ۲۰۰۳) اقتصاددان، و استاد دانشگاه اهل ایالات متحده آمریکا بود. او برای نظریه‌اش در روابط بین‌الملل که به نظریه ثبات هژمونیک مشهور است شناخته می‌شود. کیندلگبرگر همچنین یکی از معماران اصلی طرح مارشال بود.
کیندل برگر می گوید رشد اقتصادی فقط به معنای تولید بیشتر است ولی توسعه اقتصادی هم تولید بیشتر و هم پدید آمدن تحول در چگونگی تولید محصول را در بر میگیرد. هرچند که رشد هم به معنای کارایی بیشتر یعنی تولید محصول بیشتر با سرمایه ثابت است ولی مفهوم توسعه از این گسترده تر است زیرا شامل ایجاد تحول در چگونگی تولید و تخصیص مجدد منابع و نیروی کار در تولیدات گوناگون است. 